# Odenwaldschule
Die Odenwaldschule (kurz OSO für Odenwaldschule Ober-Hambach) war ein Landerziehungsheim im Stadtteil Ober-Hambach der hessischen Stadt Heppenheim (Bergstraße). Sie wurde am 17. April 1910 von Paul und Edith Geheeb gegründet. Die Schule befand sich in freier Trägerschaft und galt lange als Vorzeigeinternat der Reformpädagogik.
Öffentliche Aufmerksamkeit erlangte die Odenwaldschule insbesondere, seit Ende der 1990er-Jahre jahrzehntelanger systematischer sexueller Missbrauch von den 1960er bis in die 1990er Jahre durch verschiedene Lehrkräfte und den Schulleiter Gerold Becker an Schülern bekannt wurde. Am 16. Juni 2015 stellte die Odenwaldschule einen Insolvenzantrag, der Schulbetrieb endete wenige Wochen später.

## Geschichte und pädagogisches Konzept

Edith und Paul Geheeb, 1909

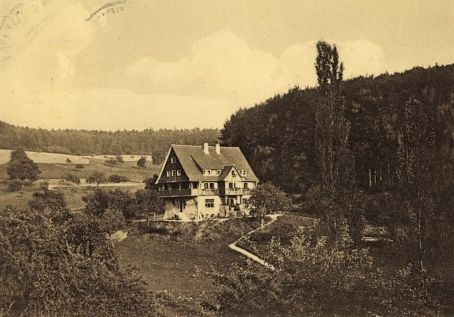
Odenwaldschule, das Schulhaus („Goethehaus“) im Jahr der Schulgründung 1910; vormals „Kurpension Lindenheim“. Zeitgenössische Ansichtskarte.

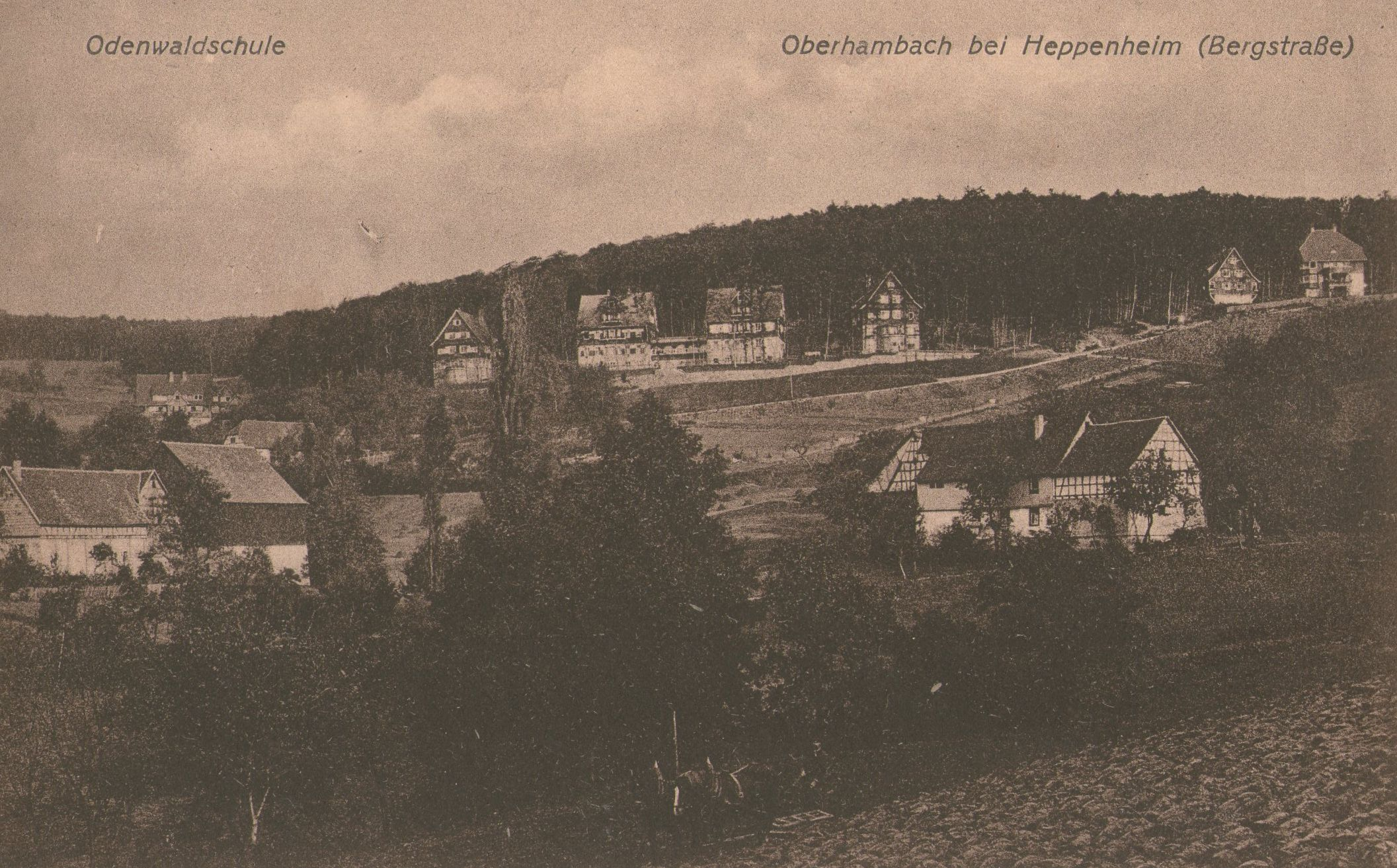
Das Schulgelände mit den um 1911 errichteten Schulgebäuden am Waldrand, von links: „Herder“-, „Fichte“-, „Schiller“- und „Humboldthaus“, rechts daneben abgesetzt: „Max-Cassirer-Haus“ und „Drude-Haus“ (1927 „Pestalozzihaus“). Am linken Bildrand, mittig: Gasthaus „Zum Lindenstein“, oberhalb davon das „Goethehaus“. Zeitgenössische Ansichtskarte, 1918.

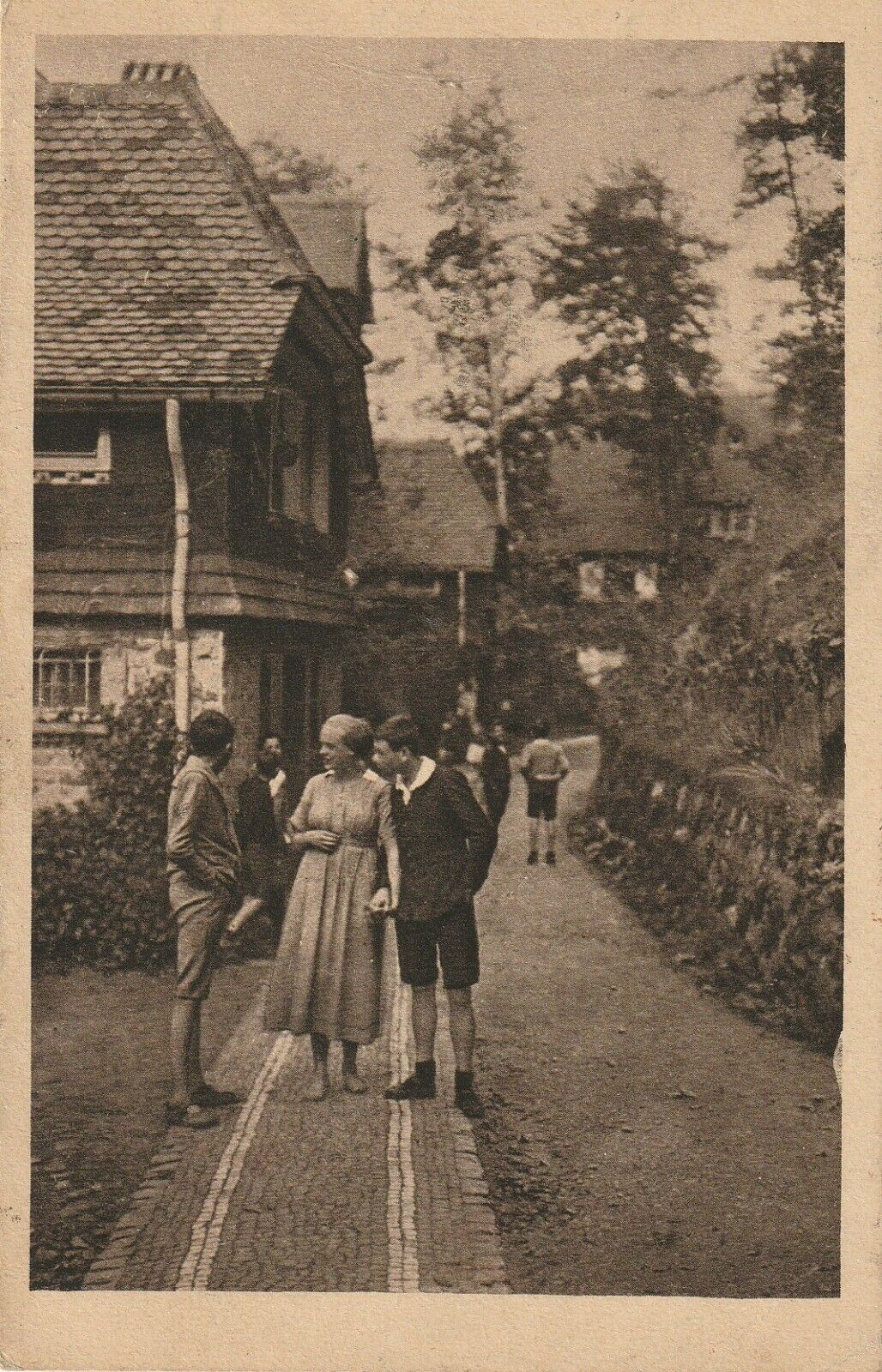
Schüler auf dem „oberen Weg“, mit „Schiller“- und „Fichtehaus“, im Hintergrund das „Herderhaus“. Zeitgenössische Ansichtskarte, um 1920.

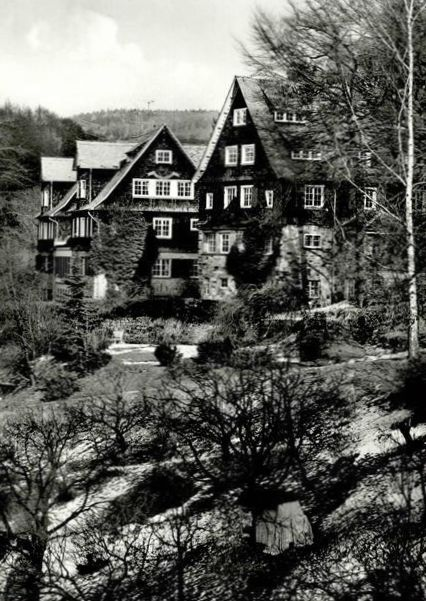
„Humboldt“- und „Schillerhaus“ (Sonnenuhr am Giebel), verdeckt dahinter das „Fichtehaus“. Zeitgenössische Ansichtskarte, um 1958.

Die Odenwaldschule entstand in engem Zusammenhang mit der reformpädagogischen Bewegung zu Beginn des 20. Jahrhunderts. Gegründet wurde sie am 17. April 1910 von Edith und Paul Geheeb. Das erste Schulgebäude war das später noch mehrfach ausgebaute „Goethehaus“, vormals „Kurpension Lindenheim“. Den Geländekauf und die weiteren Bauten finanzierte der Vater Edith Geheebs, der Berliner Stadtrat Max Cassirer, der die Odenwaldschule nachhaltig förderte und seit 1925 auch selbst auf dem Schulgelände wohnte. Bereits 1910/11 entstand nach Plänen des Architekten Heinrich Metzendorf der architektonische Kern der Odenwaldschule im Landhausstil und benannt nach Geheebs „Heroen“ des Idealismus, bestehend aus dem Maschinenhaus (später „Waschhaus“), dem „Herder“-, „Fichte“-, „Schiller“- und „Humboldthaus“ (von der nationalsozialistischen Schulleitung 1938 in „Dürerhaus“ umbenannt). Die baugleichen, spiegelbildlich angeordneten Häuser „Herder“ und „Humboldt“ zeigen hangseitig die markanten Treppenhaus-Runderker und Mansarden-Giebel. Wenig später entstand am oberen Weg das Haus des Schriftstellers Wilhelm von Scholz, das er für seine Frau Irmgard und die Kinder Wilhelm und Irmgard bauen ließ; diese gehörten 1910 zu den ersten 15 Kindern, die an der Odenwaldschule unterrichtet wurden. 1915 zogen Edith Geheebs Bruder Kurt und dessen Frau Eva Cassirer, geb. Solmitz, in das Haus, das danach „Cassirer-Haus“ genannt wurde (1934 von der nationalsozialistischen Schulleitung in „Bachhaus“ umbenannt). 1918 wurde das bereits bestehende „Haus Sonnenschein“, vormals eine Haushaltschule für höhere Töchter, hinzugekauft; als „Drude-Haus“ bezeichnet, wurde es 1927 in „Pestalozzi-Haus“ umbenannt. Als nächste Bauvorhaben folgten: 1921 das „Wettsteinhaus“, 1923 das „Werkstättenhaus“ mit der Druckerei und den Werkräumen, das 1923 an der Stelle eines zuvor zwischen „Herder-“ und „Goethe-Haus“ geplanten Saalbaus errichtet wurde, und 1925 das „Platonhaus“, das in einem Kellergeschoss die Aula aufnahm und im Erdgeschoss die Wohnung für Max und Hedwig Cassirer.
Geheeb fühlte sich vom Leitsatz „Werde, der du bist“ (Γένοιο οἷος ἔσσι.) des griechischen Dichters Pindar inspiriert. Demnach sollte die Schule die Gemeinschaft, die Persönlichkeit und das selbstbestimmte Handeln fördern.
Das pädagogische Konzept der Gründer war geprägt durch die Grundsätze der Arbeitsschule und Einführung eines jahrgangsübergreifenden Kurssystems unter Verzicht auf Jahrgangsklassen. Der mit Geheeb befreundete Pädagoge Otto Erdmann, erster Unterrichtsleiter an der OSO, und Geheebs ehemaliger Schüler Mario Jona (1890–1949) erarbeiteten 1912 einen entsprechenden Plan für diese „Arbeitsorganisation“, deren Ansätze Jona bereits am Landerziehungsheim Wickersdorf konzipiert hatte. Alle Schüler, an der Odenwaldschule „Kameraden“ genannt, sollten mitgestalten, mitbestimmen und mitverantworten können. „Die Odenwaldschule ist eine freie Gemeinschaft, in der die verschiedenen Generationen unbefangen miteinander umgehen und voneinander lernen können“, hieß es in der Schulordnung. Durch die – erstmals innerhalb der Landerziehungsheimbewegung – zum Konzept erhobene Koedukation von Mädchen und Jungen und die in der „Schulgemeinde“ verwirklichte Mitbestimmung der Kinder und Jugendlichen erregte die Odenwaldschule in der Gründungszeit und der Weimarer Republik nationale und internationale Aufmerksamkeit intellektueller Kreise. An der Odenwaldschule sollten Kinder und Jugendliche möglichst individuelle Lernanregungen bekommen – intellektuelle, handwerklich-praktische, musisch-künstlerische. Gelebt wurde in altersgemischten Wohngruppen, den „Familien“, deren Oberhaupt der Lehrer („Mitarbeiter“) oder ein Lehrer (Ehe-)paar war und die jedes Jahr neu zusammengestellt wurden. Zu den weiteren Merkmalen des pädagogischen Konzepts der Schule gehörte unter anderem der gemeinsame Nacktsport von Mädchen und Jungen, das allmorgendliche nackte „Luftbaden“ auf einer eigens dafür vorgesehenen Wiese am Waldrand sowie das Duzen der Lehrer. Die Schule war in den 1920er Jahren international angesehen; bis 1938 waren auch ausländische Lehrer aus England und den USA dort tätig. Von 1924 bis 1933 war der Reformpädagoge Martin Wagenschein Lehrer an der Odenwaldschule.
Wie die überlieferten „Besucherbücher“ der 1920er Jahre belegen, hatte die reformpädagogische Praxis der Odenwaldschule eine große Anziehungskraft auf Maler, Schriftsteller, Dichter, Gelehrte und Intellektuelle der Weimarer Zeit; Gäste der Odenwaldschule, darunter auch persönliche Freunde von Paul Geheeb, waren u. a.: Ernst Barlach, Käthe Kollwitz, Karl Schmidt-Rottluff, Alfred Kubin, Karl Wolfskehl, Käthe Kruse, Karl Barth, Max Kommerell, Alfred Weber, Martin Buber und Frank Wedekind.

### „Gemeinschaft der Odenwaldschule“ (1933–1945)
Bereits am 7. und 11. März 1933 kam es im Vorfeld der „Aktion wider den undeutschen Geist“ zu „Säuberungsaktionen“ der Schüler- und Lehrerbibliotheken durch Angehörige der hessischen Hilfspolizei bzw. SA und am 11. März auf dem Goetheplatz zu einer Bücherverbrennung. Der damalige Chemielehrer Erich (Esra) Steinitz wurde aufgrund seiner jüdischen Herkunft bei der Durchsuchungsaktion am 7. März 1933 vorübergehend festgenommen und in ein Gefängnis nach Darmstadt transportiert. Am 11. März 1933 misshandelte die SA den in der Odenwaldschule lebenden Bruder Edith Geheebs, Kurt Cassirer. Als die SA Ende März 1933 erneut in die Schule kam und Steinitz die neuerliche Verhaftung drohte, flüchtete er am 1. April 1933 in die Schweiz. Am 7. April 1933 kamen der neue hessische Kultusminister Friedrich Ringshausen und der Leiter des Höheren Schulwesens, Rudolf Blank, in die Odenwaldschule und eröffneten Geheeb die Bedingungen für einen Fortbestand der Odenwaldschule im nationalsozialistischen Staat. Es sollten fast alle Lehrkräfte entlassen und durch ein NS-konformes Kollegium aus jungen hessischen Studienassessoren ersetzt werden. Außerdem sollte das selbstorganisierte „Wartesystem“ aus jeweils fünf Schülern abgeschafft und die Koedukation aufgegeben werden. Nicht zuletzt wurde mit dem Mathematiklehrer Dr. Otto Freidank ein Nationalsozialist zum stellvertretenden Schulleiter bestimmt, mit dem Auftrag, regelmäßigen Kontakt mit Blank zu halten und über die Umsetzung der geforderten Maßnahmen zu berichten. Geheeb, der die bedrohlichen Konsequenzen der NS-Machtübernahme für die Schule, seine Person und die Familie Cassirer zunächst noch abwehren oder doch abmildern zu können glaubte, emigrierte 1934 mit seiner jüdischen Frau Edith und ca. 25 Schülern und einigen Mitarbeitern in die Schweiz und gründete dort die Ecole d’Humanité. Unter der Leitung zweier langjähriger und mit Geheeb befreundeter Lehrer, der späteren NSDAP-Parteimitglieder Heinrich Sachs (Parteieintritt 1940) und Werner Meyer (Parteieintritt 1937), bestand die gleichgeschaltete Odenwaldschule während des Nationalsozialismus fort und firmierte seit April 1934 als „Gemeinschaft der Odenwaldschule“. Die meisten der bisherigen „Mitarbeiter“ waren wie verlangt 1933 entlassen und durch Anwärter aus dem hessischen Staatsdienst ersetzt worden. Die koedukative „Familienstruktur“ war aufgehoben und die Schülerinnen und Schüler wohnten fortan in getrennten Häusern. Sachs und Meyer waren bereit, für den Fortbestand der Schule Geheebs pädagogische Prinzipien preiszugeben und den nationalsozialistischen Behörden weitreichende Konzessionen zu machen. Im Januar 1934 formulierte Meyer gegenüber Max Cassirer NS-affine „Vorschläge zur Einrichtung der Odenwaldschule als Landerziehungsheim im nationalsozialistischen Staat“. Im Jahr 1938 wurde die neu erbaute Sport- und Festhalle, die spätere „Theaterhalle“, mit einem Leitspruch Adolf Hitlers zur „Gesundheit der Jugend“ eingeweiht. An der Schule gab es eine Gruppe der Hitlerjugend (HJ), die Lehrer Jakob Zahrt am 3. September 1933 gegründet hatte und die bald auf 30 Mitglieder und schließlich zu einer HJ-„Gefolgschaft“ anwuchs. Regelmäßige Sing- und Schulungsabende der HJ, Wehrsport, der Dienst im Jungvolk und im Bund deutscher Mädel unter Lehrerin Hedi Zahrt waren Teil des schulischen Wochenplans. Als Jakob Zahrt im Juni 1940 zum Militärdienst in der Wehrmacht einberufen wurde, übernahm Hans Messer die HJ-Gefolgschaft, abgelöst 1941 von Willi Lies aus Unter-Hambach und Carl Schill. 1939 beantragte der Reichsarbeitsdienst die Übernahme der Odenwaldschule; sie werde, „da ihr Sinn der nationalsozialistischen Erziehungsgemeinschaft widerspricht, nicht von Dauer sein können.“ 1939/40 erfolgte die Umstellung des alten, jahrgangsübergreifenden Kurssystems auf Klassenunterricht nach allgemeinen Plänen. 1940 wurde das Gesamtanwesen von der „Gemeinschaft der Odenwaldschule“ gepachtet. Ab 31. August 1941 unterstanden die „Gemeinschaft der Odenwaldschule“ und alle vormals privaten deutschen Internate der Oberaufsicht von SS-Obergruppenführer August Heißmeyer. Am 26. Juni 1943 wies Heißmeyer Sachs an, die „Gemeinschaft der Odenwaldschule“ auf die Verstaatlichung vorzubereiten, die allerdings nicht mehr erfolgte. Von der Regierungsbehörde wurde 1944 zwar festgelegt, dass die Schule zum 1. Mai 1945 durch die Inspektion der „Deutschen Heimschulen“ verstaatlicht werden sollte, doch Terminverschiebungen und eine Verzögerung von Baumaßnahmen am „Goethehaus“ verhinderten dies. In der Folge wurde angeordnet, dass das „Goethehaus“ an einen Rüstungsbetrieb verpachtet werden sollte.

### Neubeginn nach 1945
Auf Betreiben von Geheeb, der nach 1945 nicht mehr nach Deutschland bzw. an die Odenwaldschule zurückkehrte und gegen Heinrich Sachs votierte, dessen wiederholte Anfragen er unbeantwortet ließ, übernahm Minna Specht Anfang 1946 die Schulleitung mit Billigung der US-Militärverwaltung. Nach dem Zweiten Weltkrieg wurde das Unterrichtssystem der Schule mehrfach reformiert. 1963 wurde sie UNESCO-Projektschule. Die Schule war Mitglied im Schulverbund Blick über den Zaun. Anfang der 70er Jahre kaufte der Trägerverein der Odenwaldschule die Liegenschaft und Gebäude von den Erben der Familie Cassirer. Unter der Schulleitung von Walter Schäfer gelang es, das Ansehen der Schule als „Vorzeigeinternat“ der Reform- und liberalen Pädagogik zu erneuern bzw. zu etablieren, was sich bis in die 1980er Jahre in der „Ära Becker“ unkritisch fortsetzte.

## Integrierte Gesamtschule
Die Odenwaldschule war eine integrierte Gesamtschule. Durch das Engagement der Firma Freudenberg/Weinheim, die in den 1960er Jahren Lehrlinge als Stipendiaten zur Ausbildung auf die Odenwaldschule schickte, wurde der Ausbau der Werkstätten vorangetrieben, so dass Schüler eine duale Ausbildung zum Schreiner oder Schlosser mit staatlichen Abschlüssen neben dem Fachabitur oder Vollabitur durchlaufen konnten; auch die Ausbildungen zum Informationstechnischen Assistenten (ITA) oder zum Chemisch-Technischen Assistenten (CTA) waren neben dem Abitur möglich. Seit 2013 war ebenfalls eine Ausbildung zum Medien- und Gestaltungstechnischen Assistenten möglich.

### Leben auf der Odenwaldschule
Es gab zuletzt 250 Schulplätze; Ende 2011 besuchten etwa 200 Schüler die Odenwaldschule. 2010 waren etwa die Hälfte der Schüler aus Hessen, ein Fünftel direkt aus dem Landkreis Bergstraße und „knapp ein Drittel Jugendamtskinder“, deren Anteil sich in der Zeit Gerold Beckers signifikant erhöht hatte. Die meisten lebten im Internat in familienähnlichen Wohngruppen von sechs bis zehn Personen. Die Klassenstärke lag bei durchschnittlich 17 Schülern. Etwa die Hälfte der rund 120 Mitarbeiter unterrichtete an der Schule.

### Kosten
Für einen Internatsplatz waren monatlich 2.370 € zu zahlen (Stand Schuljahr 2012/13); für schulbegleitende Ausbildungen wurde eine zusätzliche Gebühr erhoben. Externe zahlten einen niedrigeren Satz.

## Systematischer sexueller Missbrauch

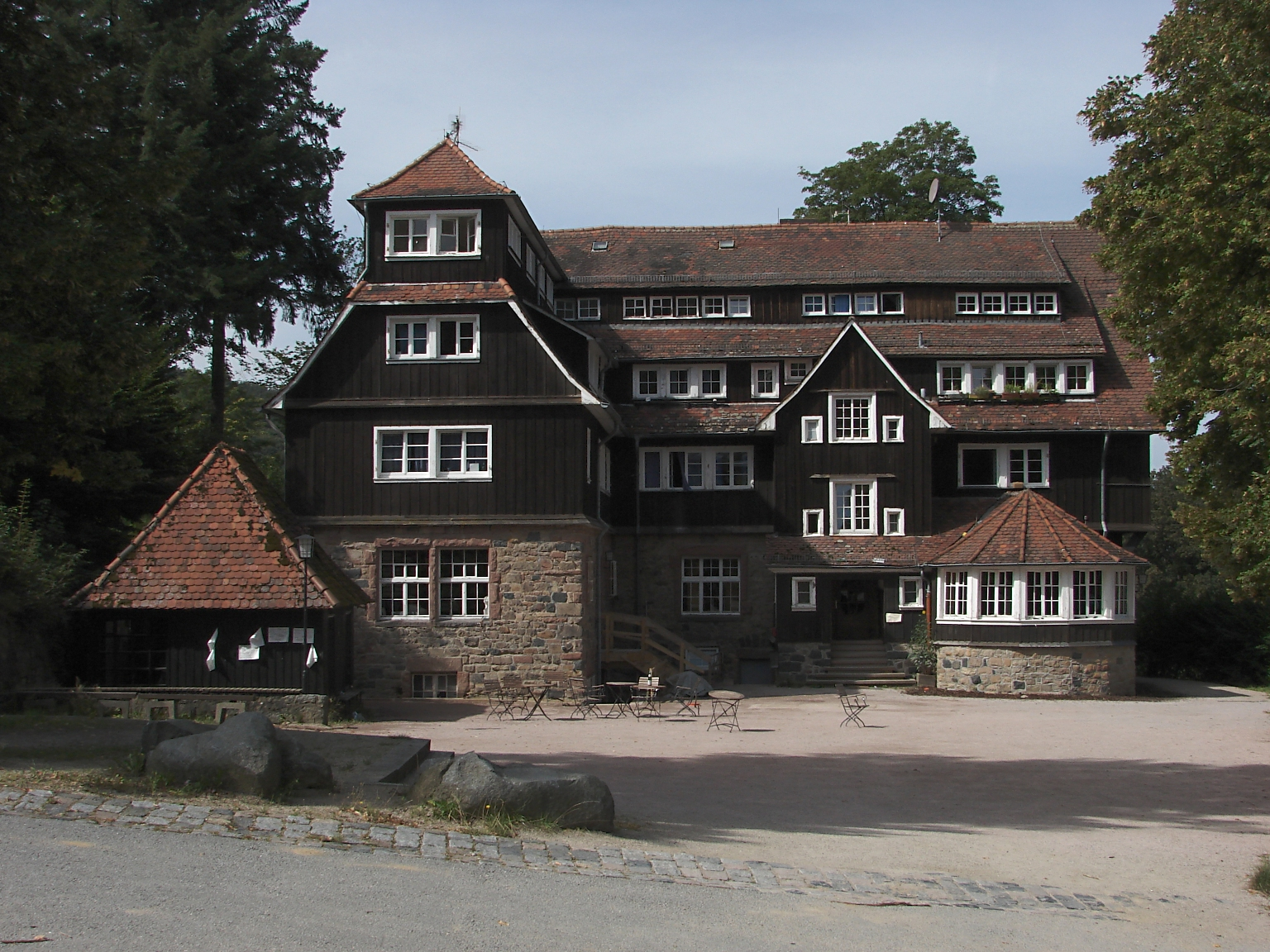
„Goethehaus“, 2008

Im Jahr 1999 wurden durch einen Artikel Jörg Schindlers in der Frankfurter Rundschau erstmals Berichte ehemaliger Schüler bekannt, nach denen in den 1970er bis in die 1980er Jahre der damalige Schulleiter Gerold Becker mehrere Schüler systematisch und über einen langen Zeitraum sexuell missbraucht hatte. Andreas Huckele, der die Odenwaldschule von 1981 bis 1988 besucht hatte und im Zeitungsartikel mit dem Pseudonym „Jürgen Dehmers“ geschützt wurde, und „Thorsten Wiest“ (Pseud.) hatten sich bereits im Juni 1998 in einem Brief an den damaligen Schulleiter Wolfgang Harder und 26 Mitarbeiter gewandt und ihn mit diesen Vorwürfen konfrontiert und Konsequenzen gefordert, nachdem sie erfahren hatten, dass Becker Anfang 1998 als Aushilfslehrer wieder an die Odenwaldschule zurückgekehrt war und Huckele 1997/98 zudem zwei Briefe an Becker persönlich geschrieben und von diesem eine Stellungnahme gefordert hatte.

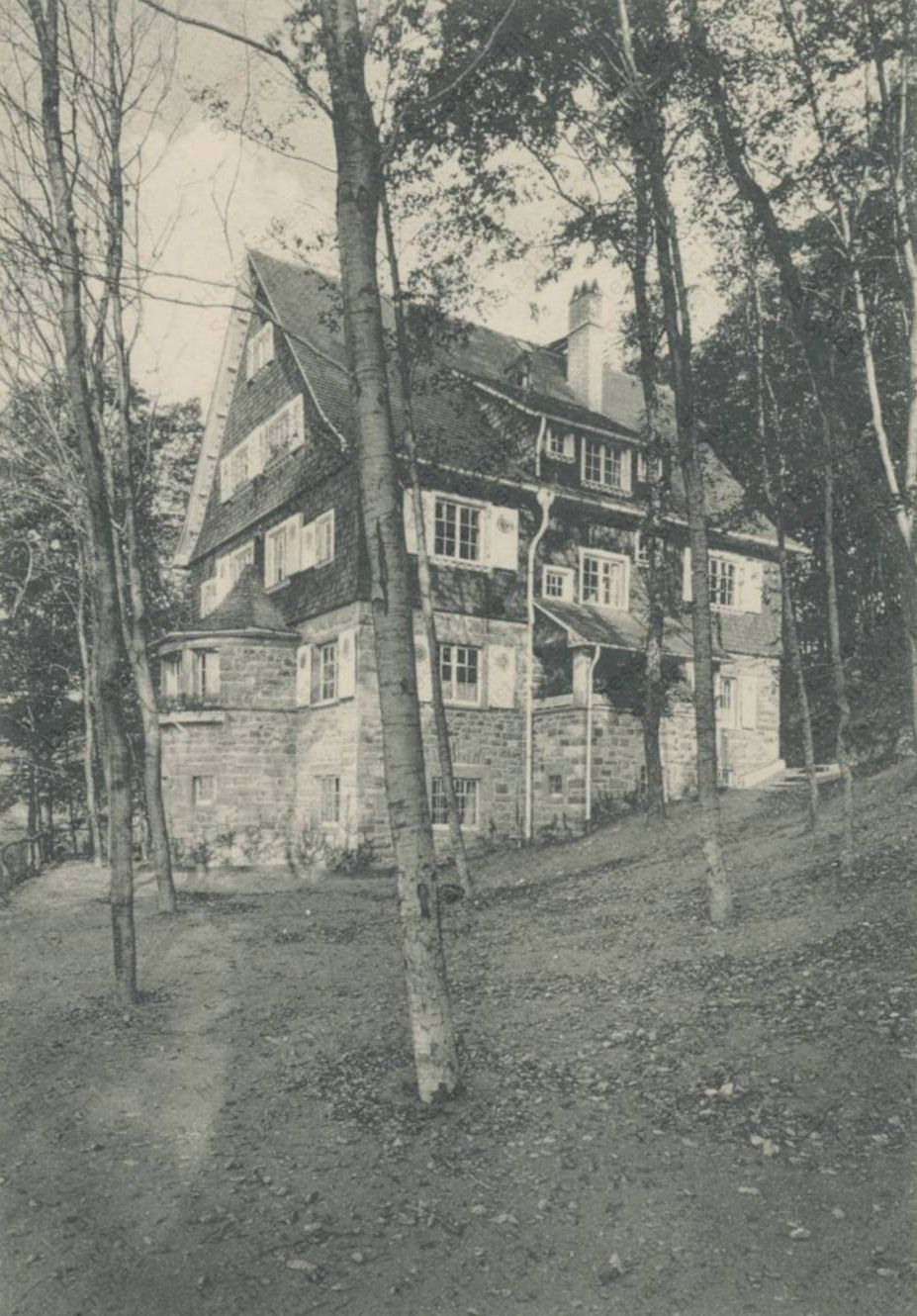
Einer der Tatorte: Das „Herderhaus“, hier auf einer zeitgenössischen Ansichtskarte, um 1920

In der Folge trafen sich die beiden „Altschüler“ mit Schulleiter Wolfgang Harder, dem Lehrer Peter Dehnert und dem damaligen SPD-Bundestagsabgeordneten Peter Conradi als Vize-Vorsitzender des Trägervereins zu einem Gespräch und vereinbarten eine Aufarbeitung der Missbrauchsfälle, die jedoch nicht stattfand. Die Schulleitung ließ lediglich mitteilen, dass Gerold Becker „gegenüber dem Vorstand den Aussagen der Betroffenen nicht widersprochen und seine Funktionen und Aufgaben im Trägerverein und im Förderkreis der Odenwaldschule niedergelegt“ habe. Der Vorstand, der die Vorwürfe geprüft hatte, war zu dem Ergebnis gekommen, sie seien nach fast 15 Jahren nicht mehr „strafrechtlich relevant“.

### Aufarbeitung und Entschädigung
Als am 17. November 1999 Jörg Schindlers ganzseitiger Artikel über sexualisierte Gewalt an der Odenwaldschule erschien, führte dies zu keiner nennenswerten öffentlichen Debatte; weder berichteten andere Medien darüber noch reagierten Politik oder Strafverfolgungsbehörden. Dagegen kritisierte Florian Lindemann als damaliger Sprecher der „Altschüler“ die Berichterstattung in einem erst später veröffentlichten Leserbrief scharf. Schindler warf er „Sensationsjournalismus“ und „Missbrauch des Missbrauchs“ vor und unterstellte ihm „Profilbedürftigkeit“. Die strafrechtliche Aufarbeitung in der Causa Becker war bereits 1999 von der Staatsanwaltschaft Darmstadt wegen Verjährung eingestellt worden.

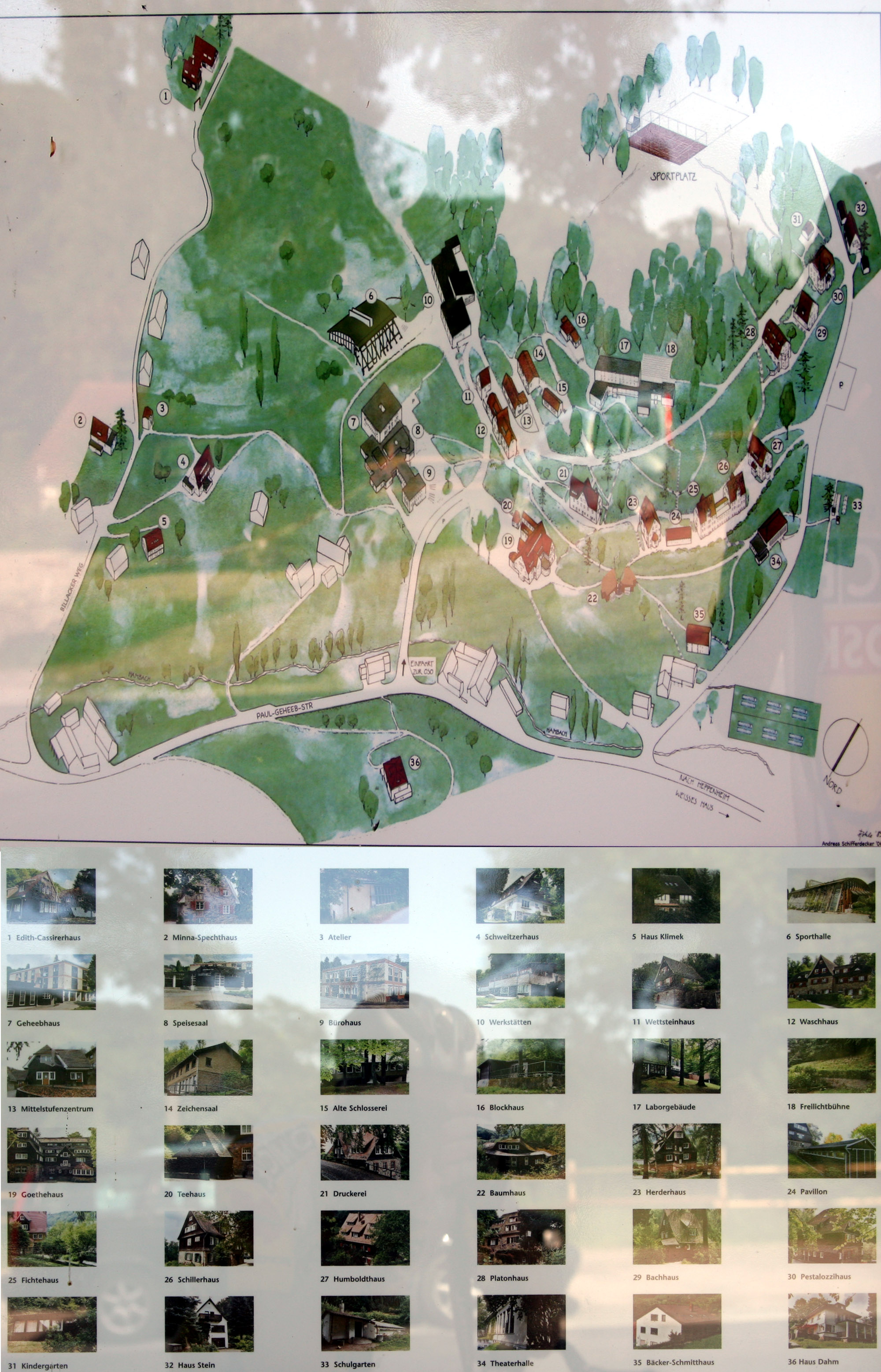
Der Lageplan im Jubiläumsjahr, 100 Jahre Odenwaldschule, 2010

Erst im Kontext der im Januar 2010 bekannt gewordenen Missbrauchsfälle am Canisius-Kolleg Berlin und im Vorfeld der Hundertjahrfeier der Odenwaldschule strengte die seit 2007 als Schulleiterin amtierende Margarita Kaufmann eine erneute Untersuchung an und forderte Aufklärung. Im Jahr 2009 fanden auf Einladung Kaufmanns drei Treffen von Vertretern der Odenwaldschule mit vom Missbrauch betroffenen ehemaligen Schülern (u. a. Andreas Huckele, Thorsten Wiest und Gerhard Roese) in Frankfurt statt; weitere Beteiligte waren Benita von Daublebsky als Vertreterin des Trägerverein-Vorstands, der ehemalige Lehrer Salman Ansari und die Filmemacherin Luzia Schmid. Kaufmann sprach später von 33 ihr bekannten Opfern, die sich bis März 2010 bei ihr gemeldet hatten und von acht Lehrern, die sich zwischen 1966 und 1991 sexueller Übergriffe schuldig gemacht haben sollen. Kaufmann war, nach eigenen Angaben, als Kind selbst Opfer sexueller Gewalt geworden.
Als weiterer Haupttäter neben Becker war in den Frankfurter Gesprächen der 2006 verstorbene, langjährige Musiklehrer Wolfgang Held benannt worden, der von 1966 bis 1989 an der Odenwaldschule unterrichtete und wie Becker mit seiner Internats-„Familie“ im „Herderhaus“ unter einem Dach lebte: Becker im Erdgeschoss, Held in der Mansardenwohnung. Die Frankfurter Rundschau berichtete am 6. März 2010, dass ehemalige Missbrauchsopfer bei Held von 50 bis 100 Übergriffen ausgehen. Held unternahm Urlaubsreisen mit seinen Opfern nach Griechenland, zu denen er mehrere befreundete Päderasten mitnahm. In der Waldhütte eines Unternehmers in der Nähe von Heidelberg präsentierte er auf Partys „seine Jungs“ zur Prostitution. Wie später bekannt wurde, begannen die Übergriffe Helds bereits 1966. Die damals 8- bis 12-jährigen Betroffenen hatten sich 1967 an den damaligen Schulleiter Walter Schäfer gewandt und diesem von wiederholten sexuellen Übergriffen Helds sowie des Deutschlehrers Gerhard Trapp berichtet. Während Trapp die Schule 1968 verlassen musste, genoss Held weiter das Vertrauen Schäfers und konnte bleiben.
Auch Mädchen wurden von den Lehrern der Schule sexuell genötigt und vergewaltigt. Die Schriftstellerin Amelie Fried, die von 1969 bis 1975 Schülerin der Odenwaldschule war, schilderte 2010, wie sich ihr „Familienvater“ in den Mädchen-Duschraum gedrängt habe. Er habe die Mädchen „zu Strip-Poker-Runden in seiner Wohnung“ genötigt. Freunde hätten Andeutungen über die Vorliebe Beckers „für kleine Jungs gemacht“, derweil die Lehrer es geschafft hätten, dass die Opfer die Schuld vor allem bei sich selber suchten.
Insgesamt sechs von 13 Ermittlungsverfahren, darunter eines gegen Wolfgang Harder wegen des Verdachts auf Strafvereitelung im Amt, stellte die Staatsanwaltschaft Darmstadt bis zum 2. Mai 2010 wieder ein. Ende Mai 2010 wurde noch gegen sechs ehemalige Lehrer und einen Schüler ermittelt. In keinem der Fälle kam es zu einem Rechtsurteil.
Wenige Monate vor seinem Tod bat Gerold Becker im März 2010 in einem Brief an die Odenwaldschule seine Opfer um Entschuldigung und schrieb, er erneuere sein 1999 (nach den ersten Berichten) geäußertes Gesprächsangebot. Am 7. Juli 2010 starb Becker, dessen Taten als verjährt galten, ohne jemals strafrechtlich zur Verantwortung gezogen worden zu sein.
Eine Entschädigung lehnte die Leitung der Odenwaldschule in einem Brief an die Opfer im Juli 2010 zunächst ab. Im September 2010 wurde dann doch eine finanzielle Entschädigung für 50 betroffene ehemalige Schüler zugesagt. Daneben sollten weitere ungeklärte Fälle aufgearbeitet werden.
Im März 2010 forderte Schulleiterin Kaufmann den Vorstand des Trägervereins auf, zurückzutreten, was in der Folge erst unter großem öffentlichen Druck geschah. Die Mehrheit im neuen Vorstand bildeten vorübergehend ehemalige, darunter auch vom Missbrauch betroffene Schüler wie Adrian Koerfer und Dieter Grah.
Im April 2010 erschien in der Frankfurter Rundschau die von Jörg Schindler unter der Überschrift Missbrauch und Vertuschung zusammengestellte Chronik des Skandals 1998–2010.
Im Frühjahr 2010 beauftragte die Odenwaldschule die Wiesbadener Rechtsanwältin Claudia Burgsmüller und die ehemalige Präsidentin des Oberlandesgerichts Frankfurt am Main Brigitte Tilmann mit der Untersuchung der Missbrauchsfälle. Der 35-seitige Abschlussbericht wurde am 17. Dezember 2010 vorgelegt und nennt mindestens 132 Schüler zwischen 1965 und 1998 als Opfer von Übergriffen durch Lehrer. Die Juristinnen gaben an, dass die Dokumentation unvollständig sei.
Offizielle Korrespondenzen der Schule, gefunden im Archiv und aufgearbeitet in einer Dissertation, deuten darauf hin, dass es bereits unter der Leitung der Gründer Paul und Edith Geheeb Missbrauchsfälle an Mädchen und Jungen gegeben hatte. Jedoch wurde in keinem Fall Anzeige erstattet.
Im September 2010 gründete sich der Opferverein Glasbrechen e. V. mit dem Ziel, Menschen zu helfen, die an der Odenwaldschule sexuelle, körperliche und seelische Gewalt erfahren haben. Erster Vorsitzender war Adrian Koerfer, der dieses Amt bis 2016 ausübte.
Im März 2011 erschien die Monographie von Christian Füller: Sündenfall. Wie die Reformschule ihre Ideale missbrauchte. Füller nennt die Schule unter Beckers Leitung ein „pädagogisches Paradies mit Folterkeller“ nach dem Vorbild einer „aristokratischen Androkratie“. Er spricht von Pädophilen und „Kindheitsräubern“, die einen Teil der Schule systematisch übernommen hätten.
Ebenfalls 2011 erschien das von Andreas Huckele unter dem Pseudonym „Jürgen Dehmers“ verfasste Buch Wie laut soll ich denn noch schreien?, das den immer wieder ausgesetzten, verzögerten, halbherzigen und letztlich gescheiterten Aufarbeitungsprozess an der Odenwaldschule seit 1999 umfassend dokumentiert. In seiner Dankesrede 2012 zum Geschwister-Scholl-Preis, der ihm für dieses Buch zuerkannt wurde, kritisierte er, dass die Schule seit dem ersten Artikel in der Frankfurter Rundschau 1999 nichts getan habe.
Tilman Jens, ehemaliger Schüler und von 2010 bis 2014 Mitglied des Trägervereins der Odenwaldschule, veröffentlichte 2011 das umstrittene Buch Freiwild. Die Odenwaldschule – Ein Lehrstück von Tätern und Opfern. Gleichzeitig kritisierte er in einem Interview im Deutschlandradio die Missbrauchsaufklärung, sprach in diesem Zusammenhang von „Hysterisierung“ und der „Hatz“ auf angeblich „nachweislich unschuldige“ Lehrer. Es sei zu Pauschalverurteilungen gekommen, so Jens. Im Buch erwähnte er ferner „Hausverbote“, die gegen Lehrkräfte auf Grundlage von Beschuldigungen durch einzelne Missbrauchsopfer ausgesprochen worden seien, deren Zeugnisse Jens teilweise in Zweifel zog, indem er auf das Phänomen der „False memories“ hinwies. Eine angemessene „Glaubhaftigkeitsprüfung“ sei nicht vorgenommen worden, weder von Seiten der Schulleiterin Kaufmann noch von den für den Abschlussbericht 2010 verantwortlichen Juristinnen Burgsmüller und Tilmann, denen Jens vorhielt, den Rechtsgrundsatz des Audiatur et altera pars missachtet zu haben. Jan Küveler kritisierte in seiner Buchrezension in der Welt, dass sich Jens in der „Verteidigung einzelner womöglich Unschuldiger“ zu Verallgemeinerungen hinreißen lasse, „die von Verharmlosungen kaum zu unterscheiden sind“. Gerhard Roese, dem Jens Unglaubwürdigkeit als Zeuge vorgeworfen hatte, kritisierte die Darstellungen von Jens seinerseits als „Lehrstück der Schuldumkehr“. Dagegen nannte Alan Posener Jens’ Buch ein „wichtiges Buch […], das hoffentlich den Beginn einer ernsthaften Diskussion um das Tabu des pädagogischen Eros markiert.“ In seinem letzten, posthum 2021 veröffentlichten Buch Die Freiheit zu leben und zu sterben. Ein Bekenntnis äußerte sich Jens im Rückblick selbstkritisch: „Heute schäme ich mich, dass ich nicht genau genug hingeschaut habe. Hinweise auf systematischen Missbrauch gab es genug. (…). Die Abgründe dieser Reformpädagogik habe ich erst weit später realisiert.“
Im Juli 2011 gab die damalige Schulleiterin Kaufmann ihr Amt ab; offiziell begründet wurde dies damit, dass sie sich fortan ausschließlich der Aufarbeitung der Missbrauchsfälle widmen werde.
Ohne mediale Präsenz gründeten im Juli 2011 der Verein Odenwaldschule e. V. sowie die Altschülervereinigung und Förderkreis der Odenwaldschule e. V. die Stiftung „Brücken bauen“. Laut Satzung soll die Stiftung vornehmlich die Durchführung und Unterstützung von Hilfsmaßnahmen für Menschen leiten, die an der Odenwaldschule durch sexualisierte Gewalt körperliche und seelische Verletzung erlitten haben. Bis zum Juni 2016 gingen nach Darstellung der Stiftung insgesamt 536.000 Euro an die Opfer. Damit sei mittlerweile etwa 45 Betroffenen direkt geholfen worden, heißt es in einem Medienbericht. Nach Auflösung der Schule erklärte sich das Land Hessen bereit, Geld für die Entschädigung von Opfern des sexuellen Missbrauchs an der Odenwaldschule bereitzustellen. Diese finanzielle Hilfe war nötig geworden, da die Stiftung kein Geld mehr vom ehemaligen Trägerverein bekommen hatte. Bislang hatte die Stiftung unter anderem die Therapiekosten von einigen Opfern übernommen.
Am 28. März 2019 zitierte das Missbrauchsopfer Adrian Koerfer in der Zeit u. a. eine Studie der Universität Rostock, wonach Becker allein mindestens 200 Schüler missbrauchte. Den Recherchen von Jens Brachmann (Universität Rostock), Heiner Keupp, Peter Mosser u. a. zufolge wurden insgesamt mehr als 500 und bis zu 900 Schüler Opfer der sexualisierten Gewalt an der Schule; mehr als zwei Dutzend (also mehr als 24) Lehrkräfte und andere Mitarbeiter der Schule seien an den Verbrechen beteiligt gewesen. Ihre Studien zu Dimension, Struktur und Täterpersonal der systematischen sexualisierten Gewalt an der Odenwaldschule erschienen 2019 in Buchform.
Im Mai 2020, zehn Jahre nach Aufdeckung der Taten und rund fünf Jahre nach Schließung der Odenwaldschule, gab die Stiftung „Brücken bauen“ bekannt, dass bisher mehr als 573.000 Euro an die Missbrauchsopfer ausgezahlt worden seien. 46 Opfer hätten Entschädigungszahlungen über die Stiftung erhalten. Der Stiftung seien 140 Opfer bekannt, von denen viele aber „bewusst“ keinen Antrag gestellt hätten beziehungsweise vor einer Antragsstellung zurückschreckten, „da dies wieder mit einer intensiveren Auseinandersetzung mit dem Thema verbunden wäre“. Anlässlich der Mahnmalsenthüllung im November 2024 bezifferte die Stiftung die bislang ausbezahlte Entschädigungssumme auf 605.000 Euro. Die Zahl der Opfer, die sich bislang bei der Stiftung gemeldet und Zahlungen bekommen haben, wurde mit 50 Personen angegeben.

### Entstehungszusammenhänge
In einer Zusammenfassung der Ergebnisse ihrer Studie zur „Odenwaldschule als Leuchtturm der Reformpädagogik und als Ort sexualisierter Gewalt“ beschreiben Heiner Keupp und Peter Mosser das als Reaktion auf die NS-Zeit angelegte pädagogische Konzept der Nachkriegsjahre als eines, das Kinder und Jugendliche zu Selbst- und Mitverantwortung ermutigen und über partizipatorisches Lernen einen Ort demokratischer Lernkultur schaffen sollte. „Ein differenziertes und strenges Regelsystem sollte das pädagogische Modell und seine kontinuierliche Weiterentwicklung absichern.“ Den Zeitgeist der 1970er Jahre nutzend, habe Gerold Becker als Schulleiter mit seiner Reformrhetorik einen scheinbaren Liberalisierungsprozess angestoßen, gerichtet auf „flexible Beziehungsgestaltung“ und auf eine willkürliche Heimordnung anstelle starrer Regelkontrolle. „So entstand die Basis für ein sexuelles Missbrauchssystem.“
Becker habe gegenüber schulinternen Kritikern die Oberhand behalten, weil er Rückendeckung durch den Vorstand der Odenwaldschule und durch ein mächtiges Netzwerk von Unterstützern innerhalb und außerhalb der Schule erhalten habe. „Eine externe Schulaufsicht, die hier hätte gegensteuern müssen, griff nicht ein.“ Es sei ein Gefährdungsmilieu entstanden. „Schülerinnen und Schüler wurden von Pädagogen in Beziehungen verstrickt, die von emotionaler Ausbeutung und sexueller Aufladung geprägt waren. Diese Verstrickungen geschahen häufig in weitgehend autonom organisierten, familienähnlichen Intimräumen.“ Den Kindern und Jugendlichen habe in dieser Lage kein Regulativ zur Verfügung gestanden, das ihnen geholfen hätte, „den verbrecherischen Charakter der Missbrauchsverstrickung zu entlarven.“ Sie seien durch Ringe des Schweigens daran gehindert worden, ihre Erlebnisse mitzuteilen. Die dennoch von einigen ausgesendeten Signale seien unbeantwortet geblieben. Die Aufrechterhaltung von Geheimhaltungsstrukturen unter den Lehrkräften sei unter anderem mit mangelndem Wissen über sexualisierte Gewalt, mit der Abhängigkeit der Lehrer von Schule und Schulleitung und mit einem teils unkritischen Glauben an die „heile Welt“ der Odenwaldschule zu erklären. Um sexualisierte Gewalt in pädagogischen Einrichtungen künftig unwahrscheinlicher zu machen, empfehlen Keupp und Mosser „eine enge Verzahnung von Aufarbeitung, Prävention und Intervention“.

## Lehrerkündigung wegen Kinderpornos und Entlassung der Schulleitung
Am 9. April 2014 wurde im Rahmen eines Ermittlungsverfahrens wegen Kinderpornografie die Lehrerwohnung eines seit 2011 unterrichtenden Pädagogen durchsucht. Der beschuldigte Lehrer gab zu, vor seiner Anstellung an der Odenwaldschule entsprechende Dateien aus dem Internet heruntergeladen zu haben. Die Schulleitung entließ den Mann daraufhin. Der Landrat Matthias Wilkes kritisierte die Schulleitung, da diese die versprochene Transparenz nicht eingehalten habe. Der Trägerverein entließ Schulleiter Siegfried Däschler-Seiler und Internatsleiterin Juliana Volkmar im Juli 2014. Zuvor hatte Internatsleiterin Volkmar ein von einer Arbeitsgruppe aus Konferenzvertretern, Vertretern der Schülerschaft und einem Mitglied des Vorstandes des Trägervereins erarbeitetes Konzept zur Neuorganisation der Internatsbetreuung vorgelegt, dem zufolge die Doppelfunktion von Lehrer/Heimerzieher aufgehoben werden sollte. Das Arbeitsgericht Darmstadt urteilte später, dass die Kündigung des Schulleiters Siegfried Däschler-Seiler rechtswidrig und unwirksam gewesen sei.
Der 2014 entlassene, ursprünglich wegen Kindesmissbrauchs und Besitzes von Kinderpornographie angeklagte Lehrer Frank G. wurde 2016 vom Landgericht Darmstadt in zweiter Instanz wegen Besitzes von Kinderpornographie zu einer Freiheitsstrafe von einem Jahr auf Bewährung verurteilt.

## Rettungsversuche und Ende des Schulbetriebs
Im Februar 2015 stellte Gerhard Herbert als Vorsitzender des Trägervereins ein Leitungsteam aus Schulleiter Rainer Blase (* 1965), Internatsleiterin Sonya Mayoufi (* 1973) und Geschäftsführer Marcus Halfen-Kieper (* 1967) vor. Der Amtsantritt von Blase, der noch an einer anderen Schule unter Vertrag stand, war für den Beginn des Schuljahres 2015/16 geplant, bis dahin lag die kommissarische Schulleitung bei Jan Fuchs (Oberstufenleiter der OSO). Das neue Leitungsteam versuchte, Vertrauen in die Odenwaldschule aufzubauen und dem Organisationsversagen der letzten Jahre ein Ende zu setzen. Die Trägerschaft der Schule sollte auf eine Stiftung und eine gemeinnützige GmbH übertragen werden. Am 25. April 2015 tagte der Schulverein, anschließend teilte dessen Vorsitzender Gerhard Herbert mit, „man habe feststellen müssen, wieviel Kredit und Vertrauen die Schule verspielt habe“: die Schule habe kein neues Geld akquirieren können. Daher werde das Schuljahr 2014/2015 das letzte sein. Am 15. Juni 2015 verkündete die Schulleitung, dass die finanziellen Mittel für den Fortbestand der Schule aufgebraucht seien und die Fondslösung aufgrund von rechtlichen Schwierigkeiten in der Zeit nicht zu realisieren gewesen sei. Am 16. Juni 2015 meldete der Trägerverein seine Zahlungsunfähigkeit. Das neue Leitungsteam wurde im Streit mit der Insolvenzverwalterin am 27. Juli 2015 vom Trägerverein entlassen. In einem internen Schreiben an Eltern und Mitarbeiter hatten Mayoufi und Halfen-Kieper wenige Tage zuvor mitgeteilt, dass sie nicht zur Verfügung stünden, da „eine ‚neue’ Schule, nicht zuletzt wegen der schrecklichen Vergangenheit, von Verantwortungsbewusstsein und Vertrauen geprägt sein müsste. Dieses Vertrauen sei aber nicht vorhanden.“ Die Insolvenzverwalterin gab in einer Presseerklärung an, dass Halfen-Kieper „aufgrund fehlender betriebswirtschaftlicher Kenntnisse das Anforderungsprofil nicht erfülle“ und zudem eine „Weiterbeschäftigung (…) auch aufgrund seiner persönlichen Beziehung zu Mayoufi auf gleichberechtigter Leitungsebene nicht möglich sei“.
Vor Gericht gingen beide erfolgreich gegen die (fristlosen) Kündigungen vor. Im Laufe des Frühlings 2015 hatten die Schüler durch Plakatierungen und Spendenaufrufe versucht, die Odenwaldschule zu retten. Es gelang ihnen, bis Juni 2015 den gesamten Betrag von 2,5 Millionen Euro, der für eine Weiterführung benötigt wurde, zu sammeln. Trotzdem entschied sich das Kultusministerium aus unbekannten Gründen, den Fortbestand nicht zu genehmigen.
Nachdem der Landesrechnungshof keine „wirtschaftliche Tragfähigkeit“ für einen Weiterbetrieb gesehen hatte, erteilten das Kultus- und das Sozialministerium als zuständige Behörden der geplanten Fortführung der Odenwaldschule unter neuem Namen am 2. September 2015 keine Betriebserlaubnis und widerriefen alle bestehenden Erlaubnisse der bisherigen Odenwaldschule. Im Februar 2016 wurde das Schulgelände mit seinen denkmalgeschützten Gebäuden vom Insolvenzverwalter zum Verkauf ausgeschrieben. Eine Gruppe von Eltern und Sponsoren, die bereits zuvor versucht hatten, den Schulbetrieb unter dem Namen Schuldorf Lindenstein weiterzuführen, beurteilte diese Entwicklung positiv, da nun ein bereits seit längerem interessierter Investor zum Zuge kommen könne. Das bewegliche Inventar der Klassenräume und Werkstätten sowie die Bibliothek wurden im August 2016 versteigert, der Erlös floss in die Insolvenzmasse. Einige Grundstücke des ehemaligen Schulgeländes waren zu diesem Zeitpunkt bereits veräußert, für die übrigen Immobilien liefen konkrete Verhandlungen. Der Verkauf der Immobilie erfolgte im November 2016 an eine Mannheimer Unternehmerfamilie. Über die genaue Identität des Käufers und seine Pläne für das Gelände wurde zunächst Stillschweigen vereinbart. Das Gebäudeensemble sollte im Sinne des Denkmalschutzes erhalten und einer neuen Nutzung zugeführt werden.
Nach Bekanntwerden des Verkaufs teilte die aus Eltern und Sponsoren bestehende Initiative Schuldorf Lindenstein das Ende ihrer Bemühungen mit. Durch den Verkauf an die Mannheimer Unternehmerfamilie Schaller seien alle Pläne zur Weiterführung als Schule hinfällig geworden.
Das Archiv der Schule wurde Anfang 2016 vom Insolvenzverwalter dem Hessischen Staatsarchiv Darmstadt übergeben, um es zu sichern und um es unter Beachtung der Datenschutzbestimmungen der wissenschaftlichen Forschung zugänglich zu machen.
Seit 2017 ist das Schularchiv auf der Seite des Hessischen Staatsarchivs Darmstadt über ein Findbuch erschlossen und einsehbar; eingeschränkt nutzbar sind personenbezogene Lehrer- und Schülerakten, die noch Sperrfristen unterliegen.
Das komplette Schulinventar wie Tische, Stühle, Wandtafeln sowie die Maschinen aus den Holz- und Metall-Werkstätten wurde im Juni 2016 bei einer Online-Auktion versteigert, um mit dem Erlös die Forderungen von Gläubigern zu erfüllen.

## Stellungnahme der staatlichen Aufsichtsbehörden
Nachdem die Betriebserlaubnis für den Heimbetrieb und die Schulgenehmigungen nicht auf das geplante „Schuldorf Lindenstein“ übertragen worden waren, übernahm das Land Hessen die Finanzierung der vom Trägerverein der Odenwaldschule beauftragten wissenschaftlichen Aufarbeitung der Missbrauchszusammenhänge durch das IPP München und die Universität Rostock. Im Frühjahr 2019 wurden von beiden Instituten die Ergebnisse vorgestellt. In diesem Zusammenhang räumte der hessische Sozialminister Kai Klose das Versagen staatlicher Aufsichtsbehörden ein: „Für das Versagen staatlicher Stellen bitte ich all die, denen Leid widerfuhr, um Entschuldigung.“

## Wohnpark Ober-Hambach
Im April 2017 stellte die neue Eigentümerin, die Mannheimer Werbeagentur Schaller & Partner, Pläne vor, nach denen auf dem Gelände der ehemaligen Odenwaldschule bis 2020 ein Wohn- und Ferienpark für 300 Personen entstehen soll. Angrenzende Wiesen wurden zugekauft und damit das Gelände auf mehr als 45 Hektar vergrößert. Zum geplanten „Wohnpark Ober-Hambach“ sollen auch Sportplätze und Ferienwohnungen gehören. Außerdem war ein kleines Museum zur Geschichte der Odenwaldschule geplant. Die Vermietungen der sukzessiv sanierten und modernisierten Häuser und Wohnungen im neuen „Wohnpark Ober-Hambach“ begannen 2018. Im Wettsteinhaus, im ehemaligen Mittelstufenzentrum, in der alten Schlosserei und im Herderhaus wohnen bereits seit 2019 Dauermieter, inzwischen auch im Fichte- und Schillerhaus, wo Zwei- bis Sechszimmer-Wohnungen zur Vermietung angeboten werden (Stand 2021). Das „Goethehaus“-Hauptgebäude wird aktuell (2023) saniert und soll künftig ein Hotel garni sowie eine Weinstube beherbergen. Auf dem durch eine entsprechende Beschilderung als „Privatgrundstück“ ausgewiesenen Areal des „Wohnparks Ober-Hambach“ ist der „Durchgang und (die) Durchfahrt“ für Unbefugte inzwischen verboten.

## Gedenken

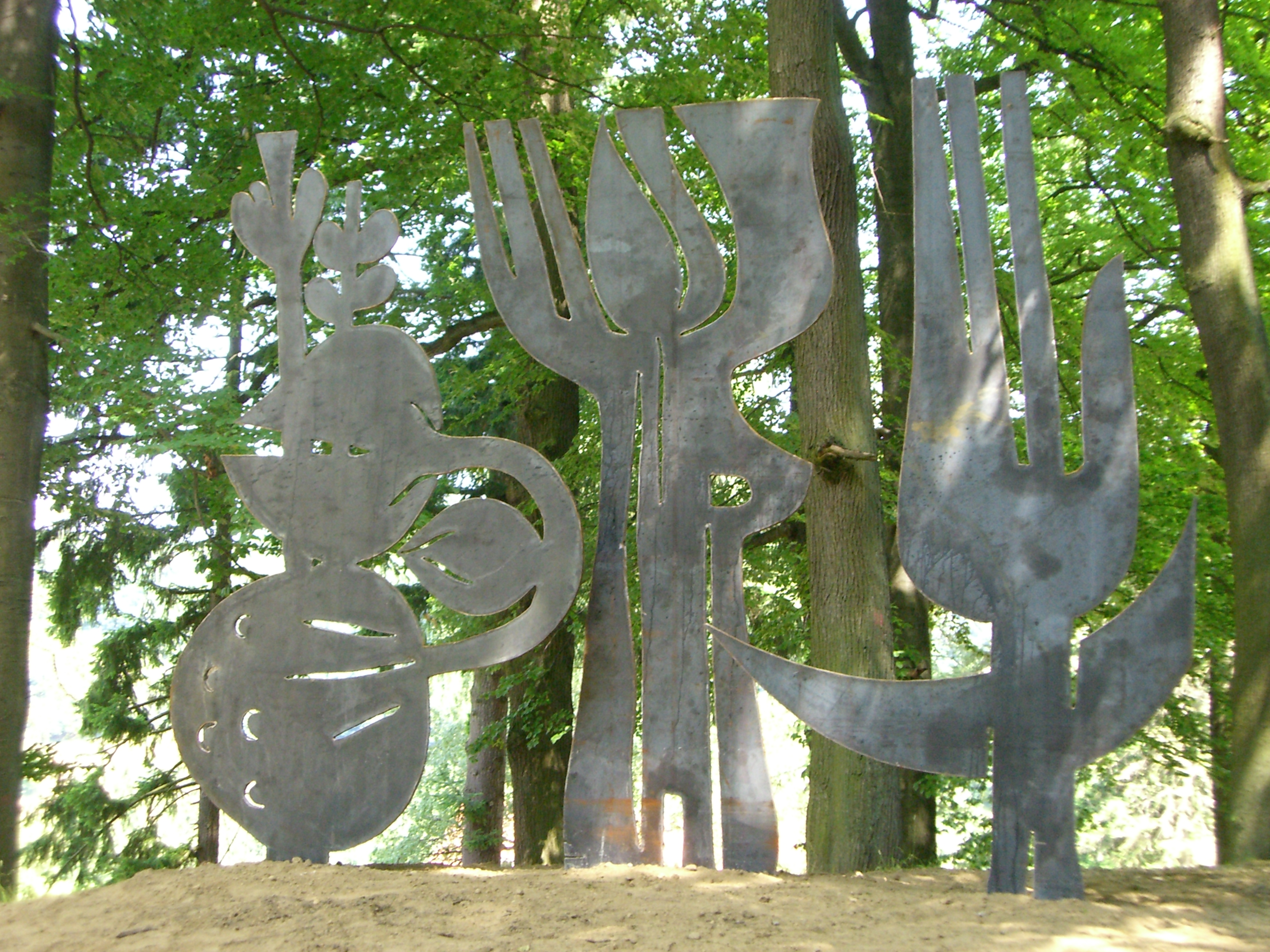
Daniel Brenner: Keimen und Wachsen. Mahnmal zum Gedenken an die Betroffenen sexualisierter Gewalt an der Odenwaldschule, 2010

Das projektierte Museum resp. ein Gedenkraum in einem der Schulgebäude konnte aus finanziellen Gründen nicht realisiert werden; Glasbrechen e. V. sah sich außerstande, die erforderlichen Mietkosten zu tragen. Der Grundstückseigentümer sicherte lediglich zu, dass die 2010 zum Gedenken an die Opfer hinter dem Laborgebäude errichtete Metallskulptur „Keimen und Wachsen“ des ehemaligen Schülers Daniel Brenner, ausgeführt von Kunstschlosser Martial Herbst, auf dem Gelände stehen bleiben könne.
Ausgehend von Überlegungen und einem Entwurf Adrian Koerfers wurde seit 2021 über die Schaffung eines neuen Mahnmals diskutiert, das als ein zentraler, dauerhafter und öffentlicher Gedenkort der systematischen, jahrzehntelangen sexualisierten Gewalt und ihrer zahlreichen Opfer gerecht werden solle. Unterstützung hierfür kam vom damaligen Missbrauchsbeauftragten der Bundesregierung, Johannes-Wilhelm Rörig, dem früheren Bergsträßer Landrat Matthias Wilkes (CDU), dem Grünen-Landtagsabgeordneten Marcus Bocklet und Brigitte Tilmann, während die Vorsitzende des Opfervereins Glasbrechen, Sabine Pohle, keine Notwendigkeit für ein solches Mahnmal sieht und die Skulptur Brenners für angemessen und ausreichend erachtet. Bereits im Juni 2021 hatte ein von Koerfer zusammengestelltes Gremium, dem drei Professoren der Hochschule für Gestaltung Offenbach am Main und drei Vertreter der Politik angehörten, aus sieben eingereichten, anonymisierten Entwürfen den Mahnmalsentwurf Koerfers ausgewählt und zur Umsetzung empfohlen. Im Juli 2023 wurde berichtet, dass eine Einigung erzielt worden sei, nachdem der Eigentümer des Areals der Installation eines dauerhaften, öffentlich zugänglichen Mahnmals zugestimmt habe. Dieses erhebe weder den Anspruch, „für alle die Hunderte von Schülerinnen und Schüler zu stehen, die von den 1960er- bis in die 90er-Jahre hinein an dem Internat in Heppenheim missbraucht worden waren“, noch solle es die „versteckt auf dem Gelände stehende“, nunmehr als „Denkmal“ bezeichnete Skulptur Daniel Brenners ersetzen, so Koerfer. Das Land Hessen hatte in der Vergangenheit bereits zugesagt, die Kosten für das geplante Mahnmal zu tragen. Im Januar 2024 wurde bekannt, dass das Land Hessen die Umsetzung des Mahnmalentwurfs konkret mit einem Betrag von 40.000 Euro fördert. Dabei handle es sich, so die Landesregierung, um einen „weiteren, wichtigen Baustein der Erinnerungskultur.“
Am 18. November 2024, knapp ein Jahrzehnt nach der Schließung der Odenwaldschule, wurde das von Adrian Koerfer entworfene und nahe der Einfahrt zum Wohnpark errichtete Mahnmal in einer Gedenkveranstaltung der Öffentlichkeit vorgestellt. Es besteht aus drei aneinander gelehnten, über drei Meter hohen, Türblätter darstellenden Stahlplatten, bei denen am oberen Rand jeweils unerreichbare Türgriffe und Schlüssellöcher angebracht sind. Für die Unabhängige Beauftragte für Fragen des sexuellen Kindesmissbrauchs, Kerstin Claus, symbolisiert es „die Allmacht der Täter und das Ausgeliefertsein der Opfer“. Das Mahnmal wird durch eine Texttafel ergänzt, die über Gegenstand und Hintergrund der Installation informiert:

„Dieses Mahnmal erinnert an die vielen hundert Opfer pädosexueller Verbrecher und Verbrecherinnen an der Odenwaldschule (1910–2015). Mehr als 900 Schutzbefohlene wurden an der Odenwaldschule im Zeitraum von 1966 bis 2015 von vielen männlichen und einigen weiblichen Lehrkräften immer wieder sexuell ausgebeutet und erniedrigt. (…). Kindesmissbrauch ist Seelenmord. Möge nicht nur an diesem Tatort der Opfer sexualisierter Gewalt gedacht werden.“

Finanziert wurde das Mahnmal durch das Land Hessen, das wie angekündigt 40.000 Euro beisteuerte, und durch den Kreis Bergstraße, der 15.000 Euro der Kosten übernahm. Die Stadt Heppenheim kommt für Pflege und Unterhalt auf.
Mehrere Betroffene und der Verein Glasbrechen hatten im Vorfeld Kritik an der Errichtung des Mahnmals an diesem Ort geäußert. Der Verein habe sich eine andere Stelle für das Mahnmal, beispielsweise in Frankfurt am Main oder Wiesbaden, gewünscht; am Ort der Aufsichtsbehörden, deren Versagen das Missbrauchssystem der Odenwaldschule mit ermöglicht hatte.

## Persönlichkeiten

### Schulleiter
- 1910–1934: Paul Geheeb
- 1934–1945: Heinrich Sachs, bis 1939 zusammen mit Werner Meyer
- 1945–1951: Minna Specht
- 1951–1962: Kurt Zier
- 1962–1972: Walter Schäfer
- 1972–1985: Gerold Becker
- 1985–1999: Wolfgang Harder
- 1999–2007: Whitney Sterling
- 2007–2011: Margarita Kaufmann
- 2011–2012: Katrin Höhmann (kommissarische Schulleitung), Roland Kubitza (Internatsleitung)
- 2012–2013: Meto Salijevic (Geschäftsführung), Katrin Höhmann (Schulleitung), Roland Kubitza (Internatsleitung)
- 2013–2014: Meto Salievic (Geschäftsführung), Siegfried Däschler-Seiler (Schulleitung), Juliana Volkmar (Internatsleitung)
- 2014: Meto Salijevic (Geschäftsführung), Jan Fuchs (Schulleitung, kommissarisch)
- 2015: Marcus Halfen-Kieper (Geschäftsführung), Jan Fuchs (Schulleitung, kommissarisch), Sonya Mayoufi (Internatsleitung)

### Lehrer (Auswahl)
- Hartmut Alphei (1940–2020), Geschichtslehrer, Gemeinschaftskunde, Sozialkunde und Latein von 1970 bis 2002, Redaktion mehrerer OSO-Hefte, Autor verschiedener Aufsätze zur Schulgeschichte
- Salman Ansari (geb. 1941), Chemielehrer von 1974 bis 2005, Pädagogischer Leiter des CTA-Projekts, stellte sich als einziger Lehrer 1998 vorbehaltlos auf die Seite der vom Missbrauch betroffenen Schüler
- Gerold Becker (1936–2010), Lehrer (Religion, Philosophie, Pädagogik, Psychologie) von 1969 bis 1985 und nochmals 1998, Schulleiter von 1972 bis 1985, Missbrauchstäter, „Haupttäter“[114]
- Joachim Georg Boeckh (1899–1968), Literaturwissenschaftler, wurde 1931 wegen sexueller Verfehlungen in Wickersdorf entlassen und kam 1934 als Lehrer in die „Gemeinschaft der Odenwaldschule“, seit 1938/39 dort mit Leitungsfunktionen
- Otto Friedrich Bollnow (1903–1991), Philosoph und Pädagoge, Lehrer 1925–1926
- Reimund Bommes (geb. 1952), von 1980 bis 2009 Lehrer in Mathematik und Physik, Schulkonferenzleiter, IT-Beauftragter der Schule
- Klaus Bregler (geb. 1940), 1976–2005 Lehrer in Deutsch, Geschichte und Sport, galt als Kritiker des Schulleiters Gerold Becker
- Karl Büchsenschütz (geb. 1942), 1960–1963 Schüler, 1971–1981 Lehrer für Deutsch und Geschichte und stellvertretender Schulleiter unter Gerold Becker.
- Reinhard Buchwald (1884–1983), Literatur- und Kunsthistoriker, Reformpädagoge, Lehrer von 1930 bis 1932
- Bernhard Bueb (geb. 1938), Lehrer von 1972 bis 1974
- Benita von Daublebsky (1937–2019), Schulpsychologin, Lehrerin von 1971 bis 1973, im Trägervereins-Vorstand von 1988 bis 2010
- Peter Dehnert (geb. 1944), seit 1979 Lehrer, unterrichtete Chemie und allgemeine Naturwissenschaften, Mitarbeiter am CTA-Projekt; neben Wolfgang Harder als Schulrepräsentant bei dem Frankfurter Gespräch 1998 mit den ehemaligen Schülern Huckele und „Wiest“ zugegen[115]
- Theo Dietrich (1917–2003), Erziehungswissenschaftler, von 1949 bis 1951 Lehrer an der Odenwaldschule, danach Professor in Bremen und ab 1975 in Bayreuth
- Ewald Dülberg (1888–1933), Kunstmaler und Graphiker, 1919/20 Kunstlehrer, für das Pestalozzihaus fertigte er Wandmalereien
- Wolfgang Edelstein (1929–2020), Sozial- und Erziehungswissenschaftler, Direktor am Max-Planck-Institut für Bildungsforschung, Lehrer von 1954 bis 1964, von 1961 bis 1964 auch Studienleiter
- Gertrude (Trude) Emmerich (1905–1983), evangelische Theologin, Religionslehrerin
- Otto Erdmann (1883–1960), Freund und erster Mitarbeiter Paul Geheebs bis 1913, entwickelte zusammen mit Mario Jona bis 1912 die Kurs- und Arbeitsorganisation der Odenwaldschule; gründete 1926 das Landschulheim Burg Nordeck unter Mithilfe einer Schwester von Geheeb, Anna Geheeb-Lieberknecht
- Marina Ewald (1887–1976), Lehrerin 1918/19, bevor sie an die Schule Schloss Salem wechselte
- Otto Freidank (1898–?), zählte neben Sachs und Meyer zu den wenigen NS-affinen Lehrern der Odenwaldschule, die auch nach der Gleichschaltung 1933 an der Schule bleiben konnten bzw. wollten. Im Juli 1933 wurde der promovierte Mathematiklehrer vom NS-Kultusministerium zum stellvertretenden Schulleiter unter Geheeb ernannt.
- Max Fürst (1905–1978), zusammen mit seiner Frau, Margot Fürst, geb. Meisel, Lehrer 1950/51
- Edith Geheeb (1885–1982), Reformpädagogin, Gründerin der Schule
- Paul Geheeb (1870–1961), Reformpädagoge, Gründer der Schule
- Karl Gleiser (Lebensdaten unbekannt), Lehrer 1933/34; Autor des Artikels: Die Stellung der neuen Mitarbeiter zur Odenwaldschule (Sommer 1933).[116]
- Wolfgang Harder (1939–2023), seit 1983 an der Odenwaldschule, Lehrer für Deutsch und Geschichte, 1985–1999 Nachfolger von Gerold Becker als Schulleiter[117]
- Philipp Harth (1885–1968), Bildhauer, Lehrer für Kunsterziehung von ca. 1920 bis 1930
- Wolfgang Held (1924–2006), Adoptivsohn von Wolfgang Fortner, Musiklehrer von 1966 bis 1989, Missbrauchstäter, „Haupttäter“[118]
- Siegfried Helmer (geb. 1933), evangelischer Theologe, Religionslehrer, Sozialkunde, Philosophie und Politik von 1970 bis 1996[119]
- Elisabeth Huguenin (1885–1970), Französischlehrerin 1915–1919, Publikationen zur Odenwaldschule (1926) und zu Erziehungs- und Frauenfragen
- Alfred Ilgner (1893–1953), Lehrer 1916–1918, Mitarbeiter bei der Zeitschrift Neue Erziehung. Monatszeitschrift für Entschiedene Schulreform und freiheitliche Schulpolitik, Organ des Bundes entschiedener Schulreformer.
- Heinrich Jacoby (1889–1964), Musiker, von 1919 bis 1922 Leiter der Musikerziehung
- Annemarie von Jakimow-Kruse (1889–1977) und Igor von Jakimow (1885–1962), Zeichen- und Kunstlehrer von 1923 bis 1933
- Ernest Jouhy (eigentlich Ernst Jablonski) (1913–1988), Kulturwissenschaftler, Résistance-Mitglied, Lehrer von 1951 bis 1968
- Jürgen Kahle (1931–2012), Mitbegründer der Burg-Waldeck-Festivals; Lehrer von 1968 bis 1992, Missbrauchstäter, „Haupttäter“[120]
- Rosa Katz (1885–1976), Pädagogin und Psychologin
- Alwine von Keller (1878–1965), Pädagogin und Psychoanalytikerin, seit 1916 Lehrerin an der Odenwaldschule
- Otto Kiefer (1876–1955), Publizist, Altphilologe und Jurist, Lehrer für Griechisch, Latein und Geschichte 1918–1935, sein Artikel „Der Eros und die Landerziehungsheime“ erschien 1924 unter einem Pseudonym in der Zeitschrift „Der Eigene. Ein Blatt für männliche Kultur“.[121][122]
- Werner Kirchner (1895–1961), Lehrer von ca. 1923 bis 1933.
- Thomas Knop (1928–2011), Deutsch-, Englisch- und Französischlehrer von 1967 bis 1996[123]
- Alfred Landé (1888–1976), Physiker, Musiklehrer ab etwa Dezember 1918
- Herta und Uwe Lau, Lehrer von 1971 bis 1976, kündigten aus Protest gegen die Schulleitung und ihre Amtsführung
- Werner Meyer (1899–1977), seit 1927 Lehrer für Deutsch, Geschichte und Alte Sprachen, von 1934 bis 1939 mit Heinrich Sachs Schulleiter
- Henner Müller-Holtz (geb. 1938), Schüler von 1955 bis 1959; Lehrer für Deutsch, Englisch und Geschichte von 1969 bis 2001
- Chaim Müntz (1884–1956), Mathematiker und Philosoph, 1914–1916 Lehrer an der Odenwaldschule
- Rodolfo Olgiati (1905–1986), Schweizer Pädagoge; Lehrer von 1929 bis 1932
- Alexander Priebe (geb. 1962), Sportlehrer seit 1991, Leiter des Archivs der Odenwaldschule seit 2002
- Paul Reiner (1886–1932), Chemie und Physik, Lehrer 1913
- Anatol von Roessel (1877–1967), Pianist und Musikpädagoge
- Heinrich Sachs (1894–1946), seit 1922 Lehrer für Philosophie und Zeichnen; Klaus Mann kam 1922 als Schüler in dessen „Familie“[124]; von 1934 bis 1945 Schulleiter der gleichgeschalteten „Gemeinschaft der Odenwaldschule“
- Barbara Schweigkofler, (1935–2009), Lehrerin von 1965 bis 1995, zusammen mit Gerold Becker Redaktion der OSO-Hefte 1–9 und, mit Wolfgang Harder, 10–15
- Günther Schweigkofler (1932–2015), war von 1965 bis 1995 Geschäftsführer der Odenwaldschule
- Eva Seligmann (1912–1997), Reformpädagogin, Lehrerin von 1947 bis 1951
- Eva Solmitz-Cassirer (1885–1974), Lehrerin von 1915 bis 1934, Freundin von Edith Cassirer-Geheeb, verheiratet mit deren Bruder Kurt Cassirer, Förderin von Rainer Maria Rilke, nach 1938 Emigration nach England
- Theodor Spira (1885–1961), Anglist, Englischlehrer bis 1914, als er wegen unüberbrückbarer Spannungen mit Geheeb die OSO verlassen musste
- Rosemarie Stein (1924–2021), Religionslehrerin 1949–1985, zusammen mit Gertrude Emmerich Verfasserin von: Evangelischer Religionsunterricht an der Odenwaldschule (1962)
- Erich (Esra) Steinitz (1902–2001), Chemielehrer 1929–1933, aufgrund seiner jüdischen Herkunft erstes Opfer der SA-Maßnahmen im März 1933
- Wilfried Steinbrenner (1943–1975), Komponist und Musiker, Musiklehrer von 1967 bis 1969
- Trude St. Goar (1896–1986), Lehrerin bis zur Emigration 1933
- Jutta Strippel (geb. 1944), seit 1976 Lehrerin, unterrichtete Deutsch und Latein, seit 1980 Studienleiterin
- Peter Suhrkamp (1891–1959), Verleger
- Wilhelm Thomsen (1901–1974), Schularzt und Sportlehrer 1926/27
- Gerhard Trapp (geb. 1938), Deutschlehrer 1966 bis 1968 (entlassen), Literaturkritiker, Missbrauchstäter, „Haupttäter“[125]
- Martin Wagenschein (1896–1988), Pädagoge; Lehrer von 1924 bis 1933
- Dagny Wasmund (1933–2015), Lehrerin, Deutsch, Französisch, Sozialkunde, seit 1978
- Dietrich Willier (1945–2009), Kunstlehrer und Journalist (taz-Mitgründer), Lehrer von 1969 bis 1972, Missbrauchstäter, „Haupttäter“[126]
- Fritz Wölcken (1903–1992), Lehrer von 1928 bis 1932, Professor für Anglistik in München
- Jakob („Jockel“) Zahrt (1907–1944), Lehrer seit 1933, Gründer der HJ-Gefolgschaft der Odenwaldschule und deren Führer bis 1940, danach Wehrmachtsangehöriger. Seine Frau, Hedi Zahrt (Lebensdaten unbekannt), war bis 1945 ebenfalls Lehrerin, zugleich BDM-Führerin an der Odenwaldschule
- Eduard Zuckmayer (1890–1972), Musikpädagoge, Lehrer 1934 bis 1935
- Emilie Zumbusch (1880–1923), Dr. phil., Lehrerin von 1911 bis 1923

### Vorstände und Mitglieder des Trägervereins Odenwaldschule e. V. (1949–2015)
- Salman Ansari (geb. 1941)
- Gerold Becker (1936–2010)
- Hellmut Becker (1913–1993)
- Henri Cassirer (1911–2004)
- Peter Conradi (1932–2016)
- Benita von Daublebsky (1937–2019)
- Johannes von Dohnanyi (geb. 1952)
- Wolfgang Edelstein (1929–2020)
- Michael Frenzel (geb. 1949)
- Gisela Freudenberg (1923–2021)
- Hermann Freudenberg (1924–2010)
- Amelie Fried (geb. 1958)
- Annemarie von der Groeben (1940–2021)
- Gerhard Herbert (geb. 1955)
- Otto Herz (1944–2024)
- Tilman Jens (1954–2020)
- Adrian Koerfer (geb. 1955)
- Hans Messer (1925–1997)
- Jürgen Raschert (1937–2012)
- Sabine Richter-Ellermann
- Meto Salijevic
- Friedrich Springorum
- Philipp Sturz
- Richard von Weizsäcker (1920–2015); seit den 1960er Jahren außerdem im Förderkreis der Odenwaldschule e. V. tätig, bis 2. August 1984 in dessen Vorstand.

### Schüler (Auswahl)
- Jakob Arjouni (1964–2013), Schriftsteller
- Rufus Beck (geb. 1957), Schauspieler, Hörspiel- und Synchronsprecher
- Marcel van Beek (geb. 1990), bildender Künstler
- Björn Behrens (geb. 1964), Kameramann und Photograph
- Hans Bethe (1906–2005), Physiker
- Boien Wenzel Beuys (geb. 1961), Künstler und Fotograf, Sohn von Joseph Beuys
- Thomas Bockelmann (geb. 1955), Schauspieler, Regisseur und Intendant
- Barbie Breakout (geb. 1978), Dragqueen, Aktivistin, Autorin
- Henry Cassirer (1911–2004), Journalist und Schriftsteller
- Daniel Cohn-Bendit (geb. 1945), Politiker
- Peter Conradi (1932–2016), Architekt und Politiker
- Diether Dehm (geb. 1950), Liedermacher, Musikproduzent und Politiker
- Nigel Forbes Dennis (1912–1989), britischer Schriftsteller
- Friedrich Dönhoff (geb. 1967), Schriftsteller
- Johannes von Dohnanyi (geb. 1952), Journalist
- Julia Fischer (geb. 1966), Biologin, Verhaltensforscherin
- Ariane „Ari Up“ Forster (1962–2010), Punk-Sängerin
- Amelie Fried (geb. 1958), Moderatorin und Schriftstellerin[127]
- Cornelius Gurlitt (1932–2014), Kunstsammler
- Klaus Gysi (1912–1999), Politiker in der DDR
- Felix Hartlaub (1913–vermutlich 1945), Schriftsteller
- Geno Hartlaub (1915–2007), Schriftstellerin
- Cornelius (gen. Cornibert) von Heyl zu Herrnsheim (1933–2023), Jurist, ehemaliger Präses der Synode der Evangelischen Kirche in Deutschland
- Otto Herz (1944–2024), Reformpädagoge, Psychologe und Autor
- Hans Hess (1908–1975), Emigrant, britischer Kunsthistoriker
- Wolfgang Hildesheimer (1916–1991), Schriftsteller und Maler
- Georg Honigmann (1903–1984), Journalist
- Andreas Huckele (geb. 1969), Autor, auch unter dem Pseudonym Jürgen Dehmers bekannt
- Tilman Jens (1954–2020), Journalist und Buchautor
- Armin Kesser (1906–1965), Schriftsteller und Publizist
- Adrian Koerfer (geb. 1955), Verlagskaufmann und Kunstsammler
- Daniel Koerfer (geb. 1955), Zeithistoriker und Manager
- Raymond Klibansky (1905–2005), Philosoph
- Max Kruse (1921–2015), Kinderbuchautor
- Clemens Kuby (geb. 1947), Dokumentarfilmer und Autor
- Felicitas Kukuck (1914–2001), Komponistin
- Heinz Walter Lautenbacher (geb. 1947), Fotograf, Sohn von Walter E. Lautenbacher
- Klaus Georg Lautenbacher (geb. 1944), Kameramann und Dokumentarfilmer, Sohn von Walter E. Lautenbacher
- Paul Lasker-Schüler (1899–1927), Sohn der Dichterin Else Lasker-Schüler, besuchte die Odenwaldschule im Schuljahr 1912/1913, bevor er als erster Schüler überhaupt von Schulleiter Paul Geheeb der Schule verwiesen wurde[128]
- Florian Lindemann (1953–2011), von 2003 bis 2010 Geschäftsführer des Frankfurter Kinderschutzbundes
- Klaus Mann (1906–1949), Schriftsteller
- Hans Messer (1925–1997), Unternehmer, 1940 Gefolgschaftsführer der HJ in der Odenwaldschule, Abitur 1942
- Emiel van Moerkerken (1916–1995), Surrealistischer Fotograf und Filmemacher
- John Lorenz Moser (geb. 1985), Musiker (Bonez MC)
- Tyll Necker (1930–2001), Unternehmer
- Sandra Nettelbeck (geb. 1966), Filmregisseurin und Drehbuchautorin
- Isabella Neven DuMont (geb. 1968), Journalistin, Unternehmerin, Verlegerin
- Konstantin Neven DuMont (geb. 1969) Unternehmer, Verleger und Moderator
- Ernst Erich Noth (1909–1983), Literaturwissenschaftler und Schriftsteller
- Rosalinde von Ossietzky-Palm (1919–2000), Pazifistin
- Thomas Passarge („Ikarus“) (1966–1992), AIDS-Aktivist[129]
- Güher und Süher Pekinel (geb. 1951), Pianistinnen
- Gerda Peterich (1906–1974), Fotografin
- Wolfgang Porsche (geb. 1943), Manager
- Gerhard Roese (geb. 1962), Bildhauer, Kunsthistoriker und Architektur-Modellbauer
- Boris Ruge (geb. 1962), Diplomat
- Elisabeth Ruge (geb. 1960), Lektorin und Verlegerin
- Dankwart Rüstow (1924–1996), Politikwissenschaftler und Soziologe
- Ulrich W. Sahm (1950–2024), Journalist und Autor
- André Sarrasani (geb. 1972), Zirkusdirektor, Magier und Illusionist
- Oda Schottmüller (1905–1943), Tänzerin und Bildhauerin
- Hans-Joachim Sohn-Rethel (1905–1955), Maler, Kabarettist und Geräuschimitator
- Siegfried Friedrich von Spaun (1908–1944), Holzbildhauer, Sohn des Malers Paul von Spaun
- Johannes Strassmann (1985–2014), Pokerspieler
- Beate Uhse (1919–2001), Pilotin und Unternehmerin
- Joachim Unseld (geb. 1953), Verleger
- Hans-Jochem von Uslar (1936–2022), Kulturpolitiker
- Hilde Wackerhagen (geb. 1945), politische Kabarettistin, Autorin und Regisseurin
- Andreas von Weizsäcker (1956–2008), Bildhauer

## Schulpublikationen
Die Odenwaldschule veröffentlichte mit eigenem Druck und Verlag mehrere Periodika, Schriftenreihen und Festschriften mit Aufsätzen, Berichten und Reden ihrer Leiter, pädagogischen Mitarbeiter und Schüler: „Der Waldkauz“ (1920/21), „Der Neue Waldkauz“, hrsg. von Schülern (1927–1934), „Der Lindenstein“ (1943–1944), „Kauz im Spiegel“, Zeitschrift (1951–1955), „OSO-Hefte. Berichte aus der Odenwaldschule“, hrsg. vom Parlament der Odenwaldschule (1955–1969), „Schriftenreihe der Odenwaldschule Oberhambach“ (1960–1963), „Erziehung und Unterricht heute – Beiträge zur Theorie und Praxis“, hrsg. v. Wolfgang Edelstein und Walter Schäfer (1963–1972), „OSO-Hefte. Neue Folge“, hrsg. im Auftrag der Konferenz (1970–2011) von Gerold Becker (Heft 1–9), Wolfgang Harder (Heft 10–15), Whitney Sterling (Heft 16–18) und Margarita Kaufmann (ab Heft 19), darunter verschiedene „Themenhefte“, und die „OSO-Nachrichten“ (1973–2010). Ferner erschien von 1998 bis 2015(?) das Offizielle Mitteilungsblatt des Altschülervereins und Förderkreises der Odenwaldschule e. V. mit dem Namen Goetheplatz.

## Autobiografien, Erinnerungen, Romane
- Klaus Mann: Die Jungen. Erzählung. In: Klaus Mann: Vor dem Leben. Erzählungen. Enoch, Hamburg 1925, S. 7–47.
- Klaus Mann: Der Alte (Paul Geheeb). In: Klaus Mann: Vor dem Leben. Erzählungen. Enoch, Hamburg 1925, S. 131–141.
- Klaus Mann: Landerziehungsheim. In: Kind dieser Zeit. Transmare, Berlin 1932, S. 228–264.
- Klaus Mann: The Turning Point. Thirty-Five Years in this Century. L. B. Fischer, New York 1942
  - deutsche Ausgabe: Der Wendepunkt. Ein Lebensbericht. S. Fischer, Berlin 1952, S. 104–110.
- Karin Michaëlis: Auf einer deutschen Schule. In: Karin Michaelis: Bibis Große Reise. Roman. Stuffer, Berlin 1932, S. 179–193.
- Burgunde Niemann (Hrsg.): Altschüler-Erinnerungen aus 80 Jahren OSO. Im Auftrag der Odenwaldschule zum 100-jährigen Jubiläum 2010. Quintessenz Manufaktur, 2010; Online (PDF).
- Moritz von Uslar: Usli, warum widersprichst Du nicht? In: Die Zeit. Nr. 24, 5. Juni 2014, S. 56.
- Hartmut von Hentig: Noch immer Mein Leben. Erinnerungen und Kommentare aus den Jahren 2005 bis 2015. Was mit Kindern, Berlin 2016, ISBN 978-3-945810-26-2.
- Anselm Neft: Die bessere Geschichte. Roman. Rowohlt, Hamburg 2019; ISBN 978-3-498-09334-1.

## Filme
Zum Thema des Missbrauchssystems an der Odenwaldschule wurden mehrere Filme gedreht:
- Und wir sind nicht die Einzigen. Regie: Christoph Röhl; Produzenten: Dirk Wilutzky, Anja Wedell; Redakteure: Inge Classen, Udo Bremer. Eine Produktion von Herbstfilm im Auftrag von 3Sat 2011, 85 min.
- Geschlossene Gesellschaft. Regie: Luzia Schmid & Regina Schilling; Kamera: Johann Feindt, Hajo Schomerus, Jörg Adams; Schnitt: Barbara Gies. Eine Produktion von zero one film im Auftrag des SWR und des HR 2011, 90 min.[131] Der Film ist online abrufbar unter www.youtube.com.
- Die Auserwählten, fiktives Drama[132] gesendet am 1. Oktober 2014 auf ARD. Regie: Christoph Röhl, 2014.[133]
- „Wie laut soll ich denn noch schreien?“ Dokumentation. Nach dem gleichnamigen Buch von Andreas Huckele. Regie: Nils Bökamp; Produzenten: Felix Kriegsheim und Daniel Minkov. Eine Produktion von Thursday im Auftrag von RTL 2021, 80 min.